# Romeu Filemón
Romeu Katatu Filemón (ur. 19 lipca 1965) – angolski trener piłkarski.

## Kariera trenerska
Od kwietnia do lipca 2012 tymczasowo prowadził narodową reprezentację Angoli. W lutym 2014 ponownie stał na czele drużyny narodowej.